# جان كلود فورست
جان كلود فورست (بالفرنسية: Jean-Claude Forest)‏ هو كاتب سيناريو وكاتب فرنسي، ولد في 11 سبتمبر 1930 في Le Perreux-sur-Marne ‏ في فرنسا، وتوفي في 29 ديسمبر 1998 في باريس في فرنسا.

## وصلات خارجية
- جان كلود فورست على موقع IMDb (الإنجليزية)
- جان كلود فورست على موقع قاعدة بيانات الفيلم (الإنجليزية)